# 1959 en cyclisme
| Années du cyclisme : 1956 - 1957 - 1958 - 1959 - 1960 - 1961 - 1962    |
| Décennies du cyclisme : 1920 - 1930 - 1940 - 1950 - 1960 - 1970 - 1980 |

Les faits marquants de l'année 1959 en cyclisme.

## Par mois

### Février
8 février : l'Espagnol Miguel Pacheco gagne le Tour d'Andalousie.
15 février : le Français Francis Anastasi gagne le Grand Prix de Saint Raphaël pour la deuxième fois. L'épreuve n'aura pas lieu en 1960 et reprendra en 1961.
17 février : le Français Joseph Groussard gagne le Grand Prix de Monaco.
23 février : l'Irlandais Seamus Elliott gagne le Grand Prix de Nice pour la deuxième année d'affilée.
27 février : le Belge Rik Van Looy gagne le Tour de Sardaigne.

### Mars
- 1er mars : le Belge Edgard Sorgeloos gagne Sassari-Cagliari.
- 1er mars : le Français Jean Graczyk gagne le Grand Prix d'Antibes.
- 1er mars : le Français Claude Mattio gagne la Course de côte du Mont Agel.
- 8 mars : le Belge Gentiel Saelens gagne Kuurne-Bruxelles-Kuurne.
- 8 mars : le Belge Valère Paulissen gagne le Tour du Limbourg.
- 8 mars : le Français Francis Anastasi gagne le Grand Prix d'Aix-en-Provence.
- 9 mars : l'Italien Nello Fabbri gagne Milan-Turin.
- 9 mars : le Français Francis Anastasi gagne le Grand Prix de Cannes.
- 14 mars : pour une année seulement Paris-Nice devient Paris-Nice-Rome, le Français Jean Graczyk l'emporte.
- 15 mars : le Belge Rik Van Looy gagne le Tour du Levant.
- 15 mars : le Belge Maurice Meuleman gagne le Circuit des 11 villes.
- 19 mars : l'Espagnol Miguel Poblet gagne Milan-San Remo pour la deuxième fois.
- 22 mars : le Français André Darrigade gagne le Critérium national de la route.
- 22 mars : l'Italien Pierino Baffi gagne Milan-Mantoue.
- 22 mars : l'espagnol Gabriel Company gagne le Trophée Masferrer pour la deuxième fois.
- 22 mars : le Belge Petrus Oellibrandt gagne le Circuit des Régions Fruitières.
- 23 mars : le Français Joseph Groussard gagne Gênes-Nice.
- 28 mars : le Belge Roger Baens gagne le Grand Prix de la Banque.
- 29 mars : l'Italien Waldemaro Bartolozzi gagne le Tour de la province de Reggio de Calabre.
- 29 mars : l'Espagnol Antonio Bertran gagne le Grand Prix de Pâques. L'épreuvre ne sera pas disputée en 1960 et reprendra en 1961.
- 29 mars : le Français Michel Dejouhannet gagne le Circuit de l'Indre.
- 30 mars : le Belge Rik Van Looy gagne le Tour des Flandres.
- 31 mars : l'Espagnol Miguel Pacheco gagne le Grand Prix de Navarre. L'épreuve ne sera pas disputée en 1960 et reprendra en 1961.
- 31 mars : l'Irlandais Seamus Elliott gagne la première édition du Grand Prix de Denain.
- 31 mars : le Français Nicolas Barone gagne Paris-Camembert pour la deuxième année d'affilée.

### Avril
- 4 avril : le Belge Léon Van Daele gagne Gand-Wevelgem.
- 5 avril : l'Irlandais Seamus Elliott gagne le Circuit Het Volk. L'épreuve ne sera pas disputée en 1960 et reprendra en 1961.
- 5 avril : l'Italien Rino Benedetti gagne le Tour de Campanie.
- 5 avril : l'Espagnol Roberto Morales gagne le Grand Prix de Printemps.
- 5 avril : le Français Roger Rivière gagne la Course de côte du Mont Faron contre la montre.
- 12 avril : le Belge Noël Foré gagne Paris-Roubaix.
- 12 avril : l'Italien Germano Barale gagne le Tour des 4 Cantons.
- 19 avril : le Belge Frans Schoubben gagne Paris-Bruxelles.
- 19 avril : le Belge René Van Meenen gagne Bruxelles-Charleroi-Bruxelles pour la deuxième année d'affilée.
- 22 avril : le Belge Roger Baens gagne À travers la Belgique.
- 25 avril : le Belge Joseph Hoevenaers gagne la Flèche wallonne.
- 26 avril : le Belge Fred de Bruyne gagne Liège-Bastogne-Liège comme l'année précédente, en tout c'est sa troisième victoire dans cette épreuve. Le Belge Frans Schoubben gagne le Week End ardennais pour la deuxième fois.
- 26 avril : l'Italien Loris Guernieri gagne le Tour de Sicile.
- 26 avril : le Français Jean Plaudet gagne le Tour de l'Aude.

### Mai
- 1er mai : le Belge Gentiel Saelens gagne le Grand Prix Hoboken.
- 3 mai : l'Italien Angelo Conterno gagne le Championnat de Zurich.
- 3 mai : le Belge Daniel Denys gagne le Circuit des Ardennes Flamandes.
- 7 mai : le Belge Armand Desmet gagne le Tour de Belgique.
- 7 mai : le Français Louison Bobet gagne Rome-Naples-Rome.
- 10 mai : l'Espagnol Antonio Suárez gagne le Tour d'Espagne.
- 10 mai : le Suisse Kurt Gimmi gagne le Tour de Romandie.
- 10 mai : le Français Jacques Anquetil gagne les Quatre Jours de Dunkerque pour la deuxième fois d'affilée.
- 10 mai : l'Italien Giuseppe Fallarini gagne le Grand Prix de Prato.
- 10 mai : le Français René Pavard gagne la Polymultipliée .
- 10 mai : le Belge Joseph Schils gagne le Tour des 3 Provinces Belge.
- 17 mai : le Belge Norbert Kerckhove gagne le Grand Prix E3.
- 18 mai : le Belge Jean Brankart gagne le Grand Prix du Midi libre.
- 18 mai : le Français Joseph Wasko gagne le Tour de l'Oise.
- 18 mai : le Belge Roger Decock gagne le Circuit de Flandre Orientale.
- 19 mai : le Belge Joseph Verachtert gagne la Fléche Hesbignonne.
- 24 mai : le Français Louison Bobet gagne Bordeaux-Paris.
- 24 mai : le Belge Henri Luyten gagne le Circuit du Limbourg.
- 31 mai : le Français Louison Bobet gagne le Grand Prix de Fréjus pour la deuxième fois. L'épreuve ne sera pas disputée en 1960 et reprendra en 1961.
- 31 mai : le Belge Jos Hoevenaers gagne Mandel-Lys-Escault pour la deuxième année d'affilée.

### Juin
- 7 juin : le Luxembourgeois Charly Gaul gagne le Tour d'Italie pour la deuxième fois.
- 7 juin : le Français Henri Anglade gagne le Critérium du Dauphiné libéré.
- 7 juin : le Suisse Hans Hollenstein gagne le Tour du Nord Ouest Suisse pour la deuxième fois.
- 7 juin : l'Espagnol Federico Bahamontes gagne la Subida a Arrate pour la deuxième année d'affilée.
- 7 juin : le Belge Jos Hoevenaers gagne le Circuit de Belgique Centrale pour la deuxième fois.
- 13 juin : l'Italien Rino Benedetti gagne le Tour de Vénétie.
- 14 juin : l'italien Ercole Baldini gagne le grand prix de Forli pour la deuxième année d'affilée.
- 14 juin : le français Roger Hassenforder gagne les Boucles de la Seine.
- 15 juin : le Luxembourgeois Charly Gaul gagne le Tour de Luxembourg pour la deuxième fois.
- 17 juin : l'Irlandais Seamus Elliott gagne le Manx Trophy.
- 17 juin : le Belge Noël Foré gagne Bruxelles-Ingooigem.
- 19 juin : l'Italien Adriano Zomboni gagne le Tour de Toscane.
- 21 juin : l'Allemand Hans Junkermann gagne le Tour de Suisse.
- 21 juin : l'Espagnol Antonio Suarez devient champion d' Espagne sur route.
- 21 juin : le Luxembourgeois Charly Gaul devient champion du Luxembourg sur route pour la troisième fois.
- 21 juin : le Belge Petrus Oellibrandt devient champion de Belgique sur route.
- 21 juin : le Français Henry Anglade devient champion de France sur route.
- 21 juin : le Britannique Ron Coe est champion de Grande-Bretagne sur route pour la troisième année d'affilée. En fait c'est son 1er titre depuis la fusion des deux fédérations Britanniques : NCU et BLRC (lequel il a remporté deux fois).
- 25 juin : départ du Tour de France, l'équipe de France sur 12 hommes compte 4 leaders, Jacques Anquetil, Roger Rivière, Louison Bobet et Raphaël Geminiani. Le directeur sportif Marcel Bidot pense pouvoir gérer ses hommes aux intérêts fort différents. Avec l'engagement de l'Italien Ercole Baldini, pour la 1ere fois le peloton compte trois recordmen de l'Heure en son sein.  Les vainqueurs d'étapes obtiennent 1 minute de bonification, leurs seconds obtiennent 30 secondes de bonification. Le Français André Darrigade gagne la 1ere étape Mulhouse-Metz, 2eme le Néerlandais Daan de Groot, 3eme le Français Orphée Meneghini. Ses hommes font partie d'un groupe de 12 hommes, dont l'Espagnol Federico Bahamontes 12eme, viennent ensuite des coureurs intercalés. Le Belge Michel Van Aerde 23eme  à 1 minute 29 secondes remporte le sprint du peloton.
- 26 juin : l'Italien Vito Favero gagne, au sprint devant ses 18 compagnons d'échappée, la 2eme étape du Tour de France Metz-Namur qui se termine au sommet de la citadelle, 2eme le Français Jean Gainche, 3eme le Français Michel Dejouhannet, 4eme Roger Rivière. Le Français Jacques Anquetil est 7eme, l'Italien Ercole Baldini est 8eme, l'Espagnol Federico Bahamontes est 9eme, le Français Louison Bobet est 13eme, le Luxembourgeois Charly Gaul est 14eme, tous même temps. Le Français André Darrigade est 20eme à 13 secondes et sauve le maillot jaune, le Néerlandais Daan de Groot est 23eme même temps, le Français Orphée Meneghini est 69eme à 33 secondes. Au classement général, 1er Darrigade, 2eme de Groot à 31 secondes, 3eme Bahamontes à 47 secondes.
- 27 juin : le Français Robert Cazala gagne, au sprint, devant ses 9 compagnons d'échappée, la 3eme étape du Tour de France Namur-Roubaix, 2eme le Français Jean Claude Annaert, 3eme le Suisse Max Schellenberg, d'autres hommes suivent intercalés.  Le sprint du peloton est remporté par le Français Michel Dejouhannet 14eme à 11 minutes 4 secondes. À noter la chute du Français Jean Robic qui va l'obliger à continuer le Tour avec la main plâtrée. Au classement général Cazala prend le maillot jaune, 2eme le Français Bernard Gauthier (9eme de l'étape) à 27 secondes, 3eme le Français Michel Vermeulin (8eme de l'étape) à 1 minute 42 secondes.
- 28 juin : l'Italien Dino Bruni gagne la 4eme étape du Tour de France Roubaix-Rouen, au sprint devant le Belge Michel Van Aerde 2eme, 3eme à 6 secondes l'Italien  Arrigo Padovan, puis tout le peloton. Pas de changement en tête du classement général.
- 29 juin : le Français Jean Graczyk gagne au sprint la 5eme étape du Tour de France Rouen-Rennes, devant ses 9 compagnons d'échappée, 2eme le Français André Darrigade, 3eme l'Italien Vito Favero. Le sprint du peloton est remporté par l'Italien Dino Bruni 11eme à 2 minutes 18 secondes. Pas de changement en tête du classement général.
- 30 juin : le contre la montre de la 6eme étape du Tour de France Blain-Nantes est remporté par le Français Roger Rivière, 2eme l'Italien Ercole Baldini à 21 secondes, 3eme le Français Jacques Anquetil à 58 secondes, 4eme le Suisse Rolf Graf à 1 minute 5 secondes, 5eme le Français Gérard Saint à 1 minute 12 secondes, 6eme le Luxembourgeois Charly Gaul à 1 minute 36 secondes, l'Espagnol Federico Bahamontes est 10eme à 2 minutes 58 secondes, le Français Robert Cazala est 17eme à 3 minutes 45 secondes, le Français Louison Bobet est 21eme à 3 minutes 56 secondes, le Français Michel Vermeulin est 26eme à 4 minutes 15 secondes, le Français Bernard Gauthier est 37eme à 4 minutes 45 secondes. Pour les Français Raphaël Geminiani 62eme à 5 minutes 36 secondes et Jean Robic 93eme à 7 minutes, il semble que cela soit le Tour de trop. Au classement général 1er Cazala, 2eme Gauthier à 1 minute 27 secondes, 3eme le Français Jean Claude Annaert (25eme de l'étape à 4 minutes 11 secondes) à 2 minutes 11 secondes. Pour les 3 recordmen de l'heure, Rivière est 11eme à 8 minutes 1 seconde, Baldini est 12eme à 8 minutes 52 secondes, Anquetil est 14eme à 9 minutes 59 secondes.

### Juillet
- 1er juillet : le Français Roger Hassenforder gagne au sprint la 7eme étape du Tour de France Nantes-La Rochelle devant ses 11 compagnons d'échappée, 2eme le Belge Martin Van Geneugden, 3eme l'Italien Dino Sabaddini, le Français Henry Anglade est 12eme de l'échappée, tous même temps. L'Italien Vito Favero 13eme à 4 minutes 48 secondes remporte le sprint du peloton. Pas de changement en tête du classement général.
- 2 juillet : le Français Michel Dejouhannet gagne, au sprint devant ses 8 compagnons d'échappée,la 8eme étape du Tour de France La Rochelle-Bordeaux, 2eme le Français Jean Stablinski 2eme, 3eme l'Irlandais Seamus Elliott. L'Italien Dino Sabbadini 10eme à 1 minute 27 secondes est intercalée, le sprint du peloton est remporté par le Français André Darrigade 11eme à 1 minute 31 secondes.
- 3 juillet : le Français Marcel Queheille gagne en solitaire la 9eme étape du Tour de France Bordeaux-Bayonne, 2eme l'Espagnol Fernando Manzaneque à 1 minute 27 secondes, 3eme l'Italien Nello Fabbri même temps, 4eme à 2 minutes 43 secondes le Belge Jos Hoevenaers qui emmène le groupe des favoris. Le Français Michel Dejouhannet 41eme à 8 minutes 52 secondes remporte le sprint du reste du peloton. Le Français Jean Claude Annaert termine 89eme dans ce groupe, ainsi que le Français Bernard Gauthier 105eme. Le Belge Eddy Pauwels (15eme de l'étape) prend le maillot jaune, 2eme le Français Robert Cazala à 1 minute 46 secondes, 3eme le Français Henry Anglade à 2 minutes 22 secondes. Le favori le plus en valeur est le Français Roger Rivière 7eme à 3 minutes 38 secondes. Il y a repos le 4 juillet.
- 5 juillet : le Belge Marcel Janssens gagne au sprint la 10eme étape du Tour de France Bayonne-Bagnères de Bigorre qui emprunte le col du Tourmalet, 2eme le Français René Privat, 3eme le Français François Mahé, 4eme le Français Michel Vermeulin, 5eme le Belge Armand Desmet, tous même temps. Le Français Gérard Saint est 6eme à 1 minute 57 secondes, le Belge Jos Hoevenaers est 7eme à 2 minutes 48 secondes, l'Espagnol Federico Bahamontes 11eme et le Luxembourgeois Charly Gaul 12eme sont à 11 minutes 9 secondes. Le sprint des autres favoris est remporté par l'Italien Ercole Baldini 13eme à 12 minutes 33 secondes (les Français Henry Anglade 14eme, Louison Bobet 15eme, Jacques Anquetil 19eme et Roger Rivière 21eme,sont tous dans le même temps). Le Belge Eddy Pauwels 28eme à 14 minutes 50 secondes perd le maillot jaune. Le Français Robert Cazala 51eme à 16 minutes 58 secondes quitte les premières places. Au classement général, Michel Vermeulin prend le maillot jaune, 2eme Desmet à 1 minute 17 secondes, 3eme Hoevenaers à 2 minutes 22 secondes, 4eme Janssens à 6 minutes 47 secondes, Anglade est 9eme à 10 minutes 57 secondes, Rivière est 12eme à 12 minutes 13 secondes, Bahamontes est 15eme à 13 minutes 18 secondes et Gaul est 16eme à 13 minutes 25 secondes.
- 6 juillet : le Français André Darrigade gagne au sprint la 11eme étape du Tour de France Bagnères de Bigorre-Saint Gaudens qui emprunte les cols d'Aspin et de Peyresourde, devant un peloton de 25 hommes où figurent tous les favoris, 2eme le Français Gérard Saint, 3eme le Français Louison Bobet. Seul le Belge Marcel Janssens 61eme à 9 minutes 14 secondes n'en fait pas partie. À noter l'abandon de l'Italien Vito Favero. Au classement général, la situation se décante : 1er le Français Michel Vermeulin, 2eme le Belge Armand Desmet à 1 minute 17 secondes, 3eme le Belge Jos Hoevenaers à 3 minutes 22 secondes, 4eme Saint à 9 minutes 48 secondes, 5eme le Français Henry Anglade à 10 minutes 57 secondes, 6eme le Français François Mahé à 11 minutes 24 secondes, 7eme le Français Roger Rivière à 12 minutes 13 secondes, 8eme l'Italien Ercole Baldini à 13 minutes 4 secondes, 9eme l'Espagnol Federico Bahamontes à 13 minutes 18 secondes, 10eme le Luxembourgeois Charly Gaul à 13 minutes 25 secondes. Le Français Jacques Anquetil 12eme à 14 minutes 11 secondes est le favori le moins bien placé.
- 7 juillet : le Suisse Rolf Graf gagne la 12eme étape du Tour de France Saint Gaudens-Albi, au sprint devant le Français Michel Vermeulin 2eme, 3eme l'Irlandais Seamus Elliott à 46 secondes. Le Français André Darrigade 4eme à 56 secondes remporte le sprint du peloton. Au classement général Vermeulin renforce son maillot jaune, 2eme le Belge Armand Desmet à 2 minutes 43 secondes, 3eme le Belge Jos Hoevenaers à 3 minutes 48 secondes.
- 8 juillet : le Français Henry Anglade gagne au sprint la 13eme étape du Tour de France Albi-Aurillac qui emprunte la côte de Montsalvy, 2eme le Français Jacques Anquetil, 3eme l'Espagnol Federico Bahamontes, 4eme le Britannique Brian Robinson tous même temps. Le Belge Jos Hovenaers prend le maillot jaune. Derrière c'est la débandade le Luxembourgeois Charly Gaul a crevé dans l'ascension finale, cela provoque une accélération qui éparpille le peloton. Gaul qui n'aime pas la canicule s'écroule et prend même une pénalisation car il a été poussé par des spectateurs. Il arrivera 16eme ainsi que le Français  Louison Bobet 17eme à 20 minutes 40 secondes. Il y a pire, le Français Michel Vermeulin 24eme à 22 minutes 51 secondes perd le maillot jaune et le Belge Armand Desmet 64eme à 32 minutes 10 secondes quitte les premières places. Au classement général Le Belge Jos Hoevenaers (8eme de l'étape à 3 minutes 52 secondes) prend le maillot jaune, 2eme Anglade à 3 minutes 45 secondes, 3eme le Français François Mahé (6eme de l'étape à 5 secondes) à 5 minutes 15 secondes, 4eme l'Italien Ercole Baldini (7eme de l'étape à 10 secondes) à 7 minutes, 5eme Bahamontes à 7 minutes 4 secondes, 6eme Anquetil à 7 minutes 27 secondes, 7eme le Belge Jan Adriaensens (5eme de l'étape à 5 secondes) à 7 minutes 58 secondes, 8eme le Français Roger Rivière (12eme de l'étape à 3 minutes 52 secondes) à 12 minutes 13 secondes. La côte de Montsalvy qui a provoqué un tel bouleversement produira un effet similaire durant le Tour de France 1968.
- 9 juillet : le Français André le Dissez gagne détaché la 14eme étape du Tour de France Aurillac-Clermont Ferrand qui emprunte le Puy Mary, la Roche Veindex et le col de Diane, devant son compagnon d'échappée le Français Gérard Saint 2eme, 3eme le Français Fernand Picot à 3 minutes 2 secondes. Il y a plusieurs hommes intercalés dont le Belge Eddy Pauwels 9eme à 3 minutes 8 secondes et le Français Michel Vermeulin 15eme à 14 minutes 42 secondes. Le Français André Darrigade 16eme à 15 minutes 12 secondes remporte le sprint du peloton. Au classement général : 1er le Belge Jos Hoevenaers, 2eme le Belge Eddy Pauwels à 9 secondes, 3eme le Français Henry Anglade à 3 minutes 43 secondes.
- 9 juillet : le Belge Lucien de Munster gagne le Circuit des Monts du Sud-Ouest.
- 10 juillet : le contre la montre en côte de la 15eme étape du Tour de France Clermont Ferrand-Puy de Dôme est remporté par l'Espagnol Federico Bahamontes, 2eme le Luxembourgeois Charly Gaul à 1 minute 26 secondes, 3eme le Français Henry Anglade, à 3 minutes, 4eme le Français Roger Rivière à 3 minutes 37 secondes, 5eme le Français Jacques Anquetil à 3 minutes 41 secondes, l'Italien Ercole Baldini 24eme à 6 minutes 19 secondes déçoit  Au classement général 1er le Belge Jos Hoevenaers (18eme de l'étape à 6 minutes) garde le maillot jaune, 2eme Bahamontes à 4 secondes, 3eme le Belge Eddy Pauwels (28eme de l'étape à 6 minutes 31 secondes) à 40 secondes, 4eme Anglade à 43 secondes, 5eme le Français François Mahé (9eme de l'étape à 4 minutes 35 secondes) à 3 minutes 50 secondes, 6eme Anquetil à 5 minutes 8 secondes, 7eme le Belge Jan Adriaensens (10eme de l'étape à 4 minutes 40 secondes) à 6 minutes 38 secondes, 8eme Baldini à 7 minutes 19 secondes, 9eme Rivière à 7 minutes 28 secondes. Gaul remonte à la 15eme place à 23 minutes 17 secondes. On pense que Bahamontes a manqué, pour 4 secondes, une occasion de porter le maillot jaune  qui n'est pas près de se représenter.
- 11 juillet : l'Italien Dino Bruni, au sprint, gagne  la 16eme étape du Tour de France Clermont Ferrand-Saint Etienne qui emprunte 4 cols de 3eme catégorie, 2eme le Suisse Rolf Graf, 3eme le Belge Eddy Pauwels, tous même temps. Le Belge Martin Van Geneugden 4eme à 36 secondes devance 4 hommes intercalés et l'Italien Michelle Gismondi 9eme à 46 secondes remporte le sprint du peloton. Au classement général, Eddy Pauwels reprend le maillot jaune, 2eme le Belge Jos Hoevenaers à 6 secondes, 3eme l'Espagnol Federico Bahamontes à 10 secondes, 4eme le Français Henry Anglade à 49 secondes. Il y a repos le 12 juillet, Pauwels aura passé les deux jours de repos en jaune.
- 13 juillet : le Luxembourgeois Charly Gaul gagne la 17eme étape du Tour de France Saint Etienne-Grenoble qui emprunte les cols de la République et de Romeyere, 2eme son compagnon d'échappée l'Espagnol Federico Bahamontes, 3eme le Français Jean Graczyk à 3 minutes 33 secondes, 4eme le Français André Darrigade à 3 minutes 42 secondes qui remporte le sprint du peloton. Bahamontes s'est échappée dans le col qui l'a rendu célèbre en 1954, mais cette fois il ne s'arrête pas pour y déguster une glace. Sur le plateau du Vercors, il est rejoint par Gaul et tous deux foncent sur Grenoble. Gaul, retournant ainsi le service qu'il avait reçu l'an dernier dans le Luitel, prend les relais les plus vigoureux. C'est ainsi que Federico Bahamontes prend le maillot jaune, on aurait pensé qu'il l'aurait conquis davantage dans un col prestigieux s'élevant à 2000 mètres. Son second au classement général est le Belge Louis Pauwels à 4 minutes 2 secondes, 3eme le Belge Jos Hoevenaers à 4 minutes 8 secondes, 4eme le Français Henry Anglade à 4 minutes 41 secondes, 5eme le Français François Mahé à 7 minutes 58 secondes, 6eme le Français Jacques Anquetil à 9 minutes 16 secondes, 7eme le Belge Jan Adriaensens à 10 minutes 46 secondes, 8eme l'Italien Ercole Baldini à 11 minutes 27 secondes, 9eme le Français Roger Rivière à 11 minutes 36 secondes. Gaul est 13eme à 22 minutes 43 secondes. Les suiveurs à cet instant ne croient toujours pas à la victoire finale de Bahamontes.
- 14 juillet : l'Italien Ercole Baldini gagne au sprint la 18eme étape du Tour Le Lautaret-Saint Vincent d'Aoste qui emprunte les cols du Galibier, du télégraphe, de l'Iseran et du Petit Saint Bernard, 2eme le Luxembourgeois Charly Gaul, 3eme le Français Gérard Saint, 4eme le Français Henry Anglade, 5eme l'Italien Michelle Gismondi, 6eme l'Autrichien Adolf Christian, tous même temps. Le Britannique Brian Robinson 7e à 47 secondes remporte le sprint où se trouvent tous les autres favoris. Les Belges Jos Hoevenaers 23e à 7 minutes 9 secondes et Eddy Pauwels 50e à 15 minutes 49 secondes quittent le podium. Le Français Louison Bobet abandonne peu après le col de l'Iseran, point culminant du Tour. Bahamontes décroché du groupe de tête sur crevaison dans la descente du petit Saint Bernard a réussi à accrocher le groupe des poursuivants où se trouvaient les Français Jacques Anquetil et Roger Rivière. Ces deux derniers n'ont pas pensé sur l'instant à le favoriser aux dépens de Anglade (il y penseront dans les dernières étapes), ils chassaient en compagnie des Belges Jan Brankart, Michel Van Aerde et Jan Adriaensens et termineront, tous, l'étape dans le même temps que Robinson. Il n'est pas venu a l'esprit des membres de ce groupe (où aussi figurent le Français François Mahé et l'Espagnol José Gomez) à ralentir leurs efforts parce qu'ils avaient repris Bahamontes, pour eux, il était encore possible de dépasser Anglade considéré encore comme l'adversaire le plus dangereux au classement général et qui roule dans l'équipe concurrente du Centre-Midi. Au classement général : 1er Bahamontés (14e de l'étape), 2e Anglade à 4 minutes 4 secondes, 3eme Mahé (12e de l'étape) à 7 minutes 58 secondes, 4eme Anquetil (8e de l'étape) à 9 minutes 16 secondes, 5eme Baldini à 9 minutes 40 secondes, 8eme Rivière (10eme de l'étape) à 11 minutes 36 secondes. Gaul est 11e à 21 minutes 26 secondes et espère la pluie.
- 15 juillet : le Suisse Rolf Graf gagne en solitaire la 19e étape du Tour de France Saint Vincent d'Aoste-Annecy qui emprunte les Cols du Grand Saint Bernard, de la Forclaz et de la Forclaz de Montmin (Il ne faut pas confondre les deux cols, le premier cité, frontalier entre la France et la Suisse, est le plus connu), 2eme le Français Gérard Saint à 4 minutes 15 secondes, 3eme et 4eme le Luxembourgeois Charly Gaul et l'Espagnol Federico Bahamontes à 4 minutes 54 secondes. Le Belge Jan Brankart 5eme à 5 minutes 52 secondes règle le sprint du groupe des favoris où manquent l'Italien Ercole Baldini 13eme et le Français Henry Anglade 14eme tous deux à 6 minutes 30 secondes. Dans la Forclaz de Montmin qui domine Annecy et son lac, Gaul et Bahamontes ont pris une minute aux autres favoris, elle sera bien utile pour l'Espagnol. Au classement général Bahamontes fait a présent figure de vainqueur du Tour, il devance Anglade 2eme de 5 minutes 40 secondes, 3eme le Français François Mahé (9eme de l'étape) à 8 minutes 56 secondes, 4eme le Français Jacques Anquetil (10eme de l'étape) à 10 minutes 14 secondes, 5eme Baldini à 11 minutes 16 secondes, 8eme Rivière (12eme de l'étape) à 12 minutes 34 secondes. Gaul est 11eme à 21 minutes 26 secondes.
- 16 juillet : le Britannique Brian Robinson gagne la 20eme étape du Tour de France Annecy-Chalons sur Saône, 2eme l'Italien Arrigo Padovan, 3eme le Français André Darrigade, puis tout le peloton. À l'exception du Français Jean Robic arrivé hors délais. Malgré la réclamation de ce dernier indiquant que Robinson a été lui même repêché, après être arrivé hors délais, la direction du Tour n'appliquera pas son droit au repêchage en faveur du vainqueur du Tour de France 1947. Le dernier membre du peloton de 1947 est le Français Bernard Gauthier 79eme au classement, un page se tourne. Pas de changement en tête du classement général.
- 17 juillet : le contre la montre de la 21eme étape du Tour de France Seurre-Dijon est remporté par le Français Roger Rivière, 2eme le Français Jacques Anquetil à 1 minute 38 secondes, 3eme le Français Gérard Saint à 3 minutes 38 secondes, le Français Henry Anglade est 5eme à 4 minutes 38 secondes, l'Italien Ercole Baldini est 7eme à 5 minutes 19 secondes, le Français François Mahé est 8eme à 5 minutes 43 secondes, l'Espagnol Federico Bahamontes est 13eme à 6 minutes 17 secondes, le Luxembourgeois Charly Gaul est 20eme à 8 minutes 50 secondes. Au classement général Bahamontes garde le maillot jaune, 2eme Anglade à 4 minutes 1 secondes, 3eme Anquetil à 5 minutes 5 secondes, 4eme Rivière à 5 minutes 17 secondes, 5eme Mahé à 8 minutes 22 secondes. La dernière étape fait plus de 300 KM, Bahamontes peut encore perdre le Tour et Anquetil, Rivière et Anglade peuvent encore le gagner. Pour l'équipe de France, la question est de savoir: si le peloton explose dès le départ, cela ne va-t-il faire l'affaire d' Anglade ? De plus Anquetil ne veut pas tirer les marrons du feu pour Rivière et Rivière ne veut pas tirer les marrons du feu pour Anquetil.
- 18 juillet : le Français Georges Groussard gagne la 22eme étape du Tour de France Dijon-Paris, 2eme l'Italien Arrigo Padovan, 3eme l'Italien Dino Bruni, puis tout le peloton. Alors que l'on craignait pour l'Espagnol Federico Bahamontes des attaques incessantes et un morcèlement du peloton, personne n'attaque l'Espagnol. Bahamontes gagne donc le Tour de France, 2eme le Français Henry Anglade à 4 minutes 1 seconde, 3eme le Français Jacques Anquetil à 5 minutes 5 secondes. Bahamontes est le premier Ibérique à gagner le Tour de France. Il remporte également le Grand Prix de la montagne (qui n'a pas encore de maillot distinctif) pour la troisième fois,  dont deux consécutives, établissant ainsi un record. Le Français André Darrigade remporte le classement par points symbolisé par le maillot vert.
- 25 juillet : l'Espagnol José Luis Talamillo gagne le Grand Prix de Villafranca.
- 26 juillet : l'Italien Adriano Zomboni gagne Milan-Vignola pour la deuxième année d'affilée.
- 27 juillet : le Néerlandais Piet Damen devient champion des Pays-Bas sur route.
- 27 juillet : le Suisse Rolf Graf devient champion de Suisse sur route pour la deuxième fois.
- 28 juillet : le Belge Willy Butzen gagne le Grand Prix de l'Escaut.

### Août
2 août : l'Italien Noe Conti gagne le Trophée Bernocchi.  
2 août : l'Allemand Hans Junkermann devient champion de RFA sur route.  
2 août : le Belge André Noyelle gagne le Grand Prix de Fourmies.  
6 août : l'Italien Adriano Zomboni gagne le Trophée Matteotti.  
6 août : le Français Gérard Saint gagne le Bol d'Or des Monedières.  
9 août : l'Italien Silvano Ciampi gagne le Tour des Apennins.  
8-13 août : championnats du monde de cyclisme sur piste à Amsterdam (Pays-Bas). L'Italien Antonio Maspes est champion du monde de vitesse professionnelle pour la troisième fois. L'Italien Valentino Gasparella est champion du monde de vitesse amateur pour la deuxième année d'affilée. Le Français Roger Rivière est champion du monde de poursuite professionnelle pour la troisième année d'affilée. L'Allemand Rudi Altig est champion du monde de poursuite amateur.  
15 aout : à Zandvoort (Pays-Bas) la Belge Yvonne Reynders est championne du monde sur route.  
15 août : à Zandvoort (Pays-Bas) l'Allemand de l'est Gustav-Adolf Schur conserve son titre de champion du monde amateur sur route.  
16 août : à Zandvoort (Pays-Bas) le Français André Darrigade devient champion du monde sur route, l'Italien Michele Gismondi est médaille d'argent et le Belge Noël Foré est médaille de bronze.
18 août : le Belge Roger de Cabooter gagne le Grand Prix de Zottegem.
28 août : le Belge Rik Van Steenbergen gagne le Grand Prix de Genève. Ensuite l'épreuve disparait du calendrier international. En 1970 un critérium reprendra le nom de Grand Prix de Genève. 
29 aout : l'Espagnol Antonio Ferratz gagne le Grand Prix de LLodio pour la deuxième fois d"affilée.
30 août : l'Italien Silvano Ciampi gagne le Tour de Romagne.

### Septembre
- 1er septembre : le Belge Willy Vandenberghen gagne la Coupe Sels.
- 6 septembre : l'Italien Silvano Ciampi gagne le Tour du Piémont pour la deuxième fois.
- 6 septembre : le Français Gilbert Salvador gagne la Poly Lyonnaise.
- 6 septembre : le Belge Petrus Oellibrandt gagne la Flèche Anversoise.
- 8 septembre : le Belge Georges Mortiers gagne le Grand Prix de Brasschaat.
- 13 septembre : l'Espagnol Salvador Botella gagne le Tour de Catalogne pour la seconde fois.
- 13 septembre : l'Italien Dino Bruni gagne les Trois vallées varésines.
- 17 septembre : le Belge Rik Van Looy gagne le Championnat des Flandres.
- 17 septembre : le Belge Roger Baens gagne le Grand Prix d'Orchies.
- 20 septembre : l'Italien Aldo Moser gagne le Grand Prix des Nations.
- 20 septembre : le Français Jean Claude Annaert gagne le Grand prix d'Isbergues.
- 20 septembre : le Belge Yvo Molenaers gagne le Circuit des Régions Flamandes.
- 23 septembre : l'Italien Alcide Cerato gagne le Grand Prix de Camaiore.
- 27 septembre : l'Italien Diego Ronchini gagne le Tour du Latium. Comme la course a été désignée comme championnat d'Italie sur route, Diego Ronchini devient champion d'Italie sur route.

### Octobre
- 1er octobre : le Belge Arthur Decabooter gagne le Circuit du Houtland.
- 4 octobre : l'Italien Ercole Baldini gagne le Tour d'Émilie..
- 5 octobre : l'Italien Tonino Domenicali gagne le Grand Prix de Calvisano
- 7 octobre : l'Italien Rino Benedetti gagne la Coupe Sabatini pour la deuxième fois.
- 7 septembre : le Français Jean Guinche gagne le Circuit des boucles de l'Aulne.
- 11 octobre : le Belge Rik Van Looy gagne Paris-Tours.
- 13 octobre : le Belge Jo Planckaert gagne le Grand Prix de Clôture.
- 14 octobre : l'Italien Michele Gismondi gagne la Coppa Agostoni.
- 19 octobre : le Belge Rik Van Looy gagne le Tour de Lombardie.
- Le Trophée Super Prestige Pernod inclut, cette année, tous les coureurs quelles que soient leurs nationalités. Seules les Principales courses Françaises attribuent des points à son classement général. Le Français Henry Anglade le remporte. Le Trophée Pernod est créé, il récompense le meilleur cycliste Français de l'année. Pour le désigner le nombre d'épreuves attribuant des points est élargi. Henry Anglade en est aussi le premier lauréat . Pas de changement pour le Trophée Promotion Pernod remporté par le Français Raymond Mastrotto.
- 25 octobre : comme l'an dernier le Français Jacques Anquetil gagne le Grand prix de Lugano.C'est sa cinquième victoire en tout dans cette épreuve.

### Novembre
4 novembre : la paire italienne Ercole Baldini  Aldo Moser gagne le Trophée Baracchi.

### Décembre
13 décembre : Le Français Jacques Anquetil gagne le critérium de Ouagadougou (en ex-Haute-Volta devenue le Burkina Faso) devant l'Italien Fausto Coppi. C'est durant ce séjour en Afrique que Coppi contracte la malaria qui causera son décès le 2 janvier 1960.

## Principales naissances
- 31 mars : Thierry Claveyrolat, cycliste français († 7 septembre 1999).
- 16 avril : Marc Madiot : cycliste et directeur sportif français.
- 22 avril : Francis Castaing, cycliste français.
- 29 mai : Reimund Dietzen, cycliste allemand.
- 6 juin : Dag Erik Pedersen, cycliste norvégien.
- 12 juin : Steve Bauer, cycliste canadien.
- 17 juin : Adrie van der Poel : cycliste néerlandais.
- 15 septembre : Doug Shapiro, cycliste américain († 15 janvier 2025).
- 27 septembre : Beth Heiden, patineuse de vitesse, cycliste et skieuse américaine.
- 28 novembre : Stephen Roche, cycliste irlandais.
- 22 novembre : Fabio Parra, cycliste colombien.

## Principaux décès
- 22 février : Francis Pélissier, cycliste français. (° 13 juin 1894)